# Gede (Kenya)
Pour les articles homonymes, voir Gede et Gedi.
Gede, Gedi ou Kilimani est un village du comté de Kilifi au sud de la ville de Malindi, sur la côte kényane. Sa population est d'environ 600 personnes. 
C'est une cité de culture swahilie, au sud de Malindi et au nord de Watamu. Le terme Gede signifie Précieux en oromo. Ce nom doit avoir été donné à la ville après que le dernier des leaders oromos ait abandonné la ville au XVIe siècle.

## Histoire
La ville dispose dès le XIIIe siècle d'un port important dont il ne reste aujourd'hui que des ruines. On trouve également des tombes datées de 1399 jusqu'au XVIIe siècle. Sa population devait dépasser 2 500 personnes au faîte de sa puissance. Il est possible que les habitants aient été obligés de quitter la ville à la suite d'un raid de Malindi ou Mombassa au XVIe siècle. Les nomades Galla, venus de Somalie, occupèrent la ville puis l'abandonnèrent. Le port été ensuite abandonné pour n'être reconstruit qu'en 1920.
Gedi possède un site archéologique, sa vieille ville construite en corail, terre et plâtre. On y trouve naturellement des mosquées, des palais et aussi un fort. Les maisons étaient très complexes pour l'époque car elle possédaient des salles de bains avec bassin d'écoulement. Les rues des cités sont perpendiculaires et possédaient des gouttières.
Depuis 1948, la ville est le centre d'un parc national. Elle abrite un musée.

## Fouilles archéologiques

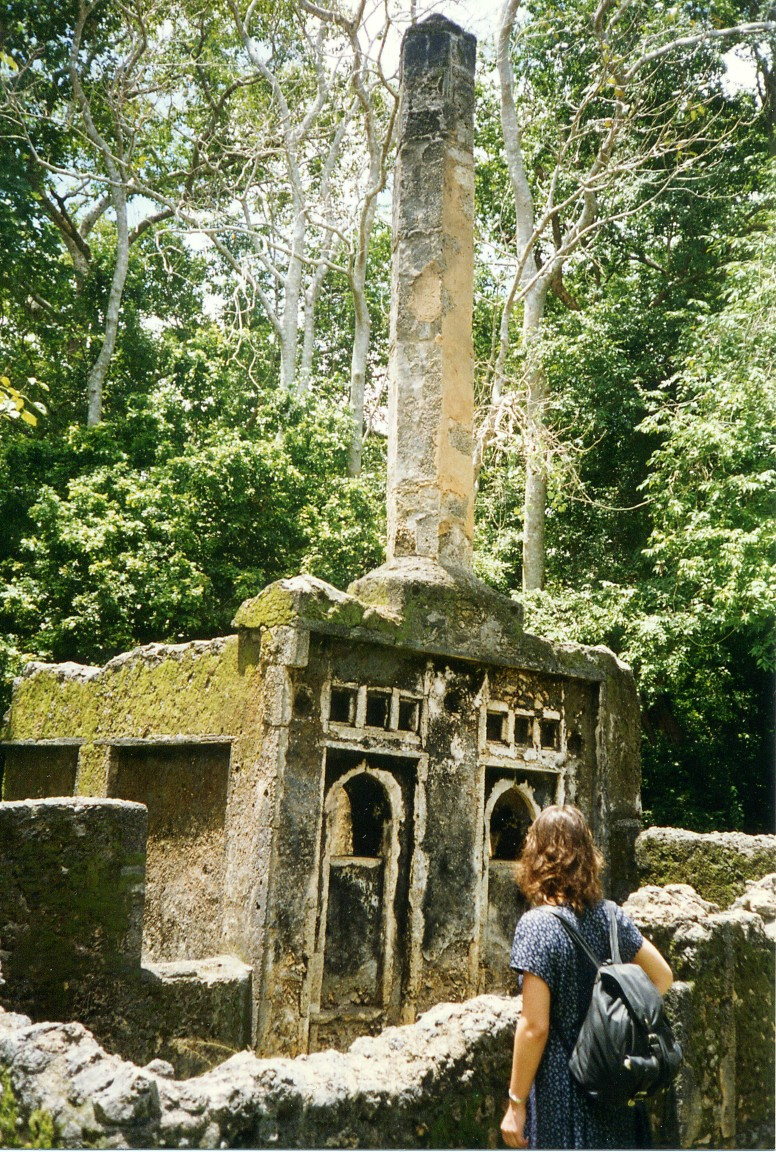
une sépulture datée de 1399 à Gede.

Presque aucun document n'existe sur Gede, les seules traces sont archéologiques. Les fouilles ont commencé en 1948 et ont révélé que cette ville était une ville de commerçants musulmans qui étaient en relation d'affaires avec le monde entier. On y a trouvé des artefacts diverses, des perles en verre de Venise, des vases Ming, des lampes métalliques indiennes, des ciseaux d'Espagne. Les ruines sont aujourd'hui un site touristique populaire.

## Postérité
Le site archéologique de Gedi est inscrit au patrimoine mondial de l'humanité par l'UNESCO en juillet 2024.